# Mespilus
Els nesplers són un gènere de plantes amb flor de la família Rosaceae. Fins al segle xx hom tractava el gènere Mespilus com a tàxon monotípic. L'espècie Mespilus canescens es va trobar i descriure a l'estat d'Arkansas (USA).
 L'arbre Eriobotrya japonica també duu el nom de nespler. Per a distingir-lo dels nesplers del gènere Mespilus se li afegix l'adjectiu de japonès: Nesprer japonès.

## Taxonomia
- Mespilus germanica - nespler
- Mespilus canescens